# Tehuelches
Os tehuelches, também chamados de patagões ou patagônios (do mapudungun chewelche, "gente bravia", ou do nome teushen mais a palavra mapuche che, "gente, povo") é um grupo de etnias ameríndias da Patagônia.
A história dos povos tehuelche percorre mais de 9 mil anos. Sua história pré-colombiana é dividido em três etapas principais: a época com uso de grandes ferramentas de pedra, uma fase onde o uso de bolas prevaleceu sobre os projéteis, e uma terceira fase com ferramentas de rochas, altamente complexas, cada uma com uma finalidade específica. No entanto, o estilo de vida nômade de tehuelches deixou evidências arqueológicas escassa de seu passado. É possível que as histórias dos primeiros exploradores europeus sobre os patagões, uma raça de gigantes na América do Sul, fossem baseados nos tehuelches, porque o tehuelches são normalmente muito altos. A primeira menção a essas pessoas veio da viagem de Fernão de Magalhães e sua tripulação, que alegou tê-los visto ao explorar a costa da América do Sul a caminho de sua circum-navegação do mundo em 1520. Antonio Pigafetta, um dos os poucos sobreviventes da expedição e o cronista da expedição de Magalhães, escreveu em seu relato sobre seu encontro com os nativos o dobro da altura de uma pessoa normal:
| “ | Um dia, de repente viu um homem nu, de estatura gigantesca, na margem do porto, dançando, cantando, e jogando terra sobre a cabeça. O comandante-geral [ou seja, de Magalhães] enviou um de nossos homens para o gigante, para que ele pode executar as mesmas ações como um sinal de paz. Tendo feito isso, o homem levou o gigante para uma ilhota onde o capitão-general estava esperando. Quando o gigante estava o capitão-geral e da nossa presença, ele maravilhou-se, e fez sinais com um dedo levantado para cima, acreditando que tinha vindo do céu. Ele era tão alto que só atingiu a sua cintura, e ele era bem proporcionado... | ” |

Em 1766, um boato vazou ao retornar à Grã-Bretanha que a tripulação do HMS Dolphin, capitaneada por Comodoro John Byron, tinha visto uma tribo de 9 pés de altura (2,74 m), nativos da Patagônia, quando passaram por lá em sua circum-navegação do globo. No entanto, quando uma recém-editada revisão dessa viagem saiu em 1773, o patagônios foram registrados como sendo 6 pés (1,83 m) de altura, sendo que a estatura média de um europeu na época era de 1,68 m.